# 杨云 (体操运动员)
杨云（1984年12月2日—），湖南株洲人，祖籍江苏，中国退役女子体操运动员。

## 生平
杨云于1989年开始接受专业训练，1994年成为专业运动员，1996年进入中国国家体操队，2000年在悉尼奥运会上代表中国，获得了團體銅牌（後來成績取消，獎牌改頒美國隊）、高低杠铜牌、全能第五名、自由體操第五名。
悉尼奥运会上楊雲本亦獲得女子團體銅牌，但後來於2009年發現證據顯示中國隊成員董芳霄及楊雲當年參賽時未年滿參與國際賽事的許可年齡16歲，涉嫌偽造年齡，國際體聯於2010年取消了董芳霄1999年至2000年所有重大國際比賽中獲得的成績，而楊雲因證據不充分，國際體聯只是給予楊雲警告處罰。由於董芳霄的成績被取消，故悉尼奥运会的女子團體賽的銅牌由第4位的美國取代，楊雲亦失去了此枚銅牌。
2004年，杨云因伤退役，后进入中国传媒大学播音主持专业学习，成为中国中央电视台的客座体操解说评论员。
丈夫杨威是体操世界冠军。两人2008年结婚，成為中國體操隊中第一對夫婦。2009年誕下兒子楊文昌，小名楊陽洋。於2017年誔下了雙胞胎女兒。

## 綜藝節目
- 2015年 《爲她而戰》